# Club de Futbol Atlètic Gironella
El Club de Futbol Atlètic Gironella és un club de futbol català de la ciutat de Gironella, al Berguedà.

## Història
Ja des dels anys 1907-1908 es jugava a futbol a la vila a Can Gironella i Can Llop. Als anys 20 es practicava el futbol a Can Foroll i a inicis dels 30 a Foià. El primer club es constituí l'any 1911 per iniciativa de Mossèn Jeroni Roca i alguns comerciants de Gironella amb el nom de Club Esportiu Gironella. Segons sembla, els colors del club, el groc i el blanc, foren proposats per Mn Jeroni Roca a imatge de la bandera del Vaticà. Aquest equip es proclamà campió de l'Alt Llobregat el 1911-12.
A inicis dels anys 20 trobem a la ciutat un club anomenat Fortuna Gironellenc, però el club més destacat fou el FC Gironella (inscrit a la Federació el 1925) que participà en el Campionat del Bages - Berguedà i a la primera categoria de la Lliga Amateur durant els anys 30.
Després de la Guerra Civil el futbol es reorganitzà a Gironella. Als anys 40 es fundà el CD Gironella. El nou club jugà a la categoria d'Aficionats i Segona Regional, fins que ascendí a Primera Regional B la temporada 1949-50. L'any 1952, però, el club es va dissoldre per problemes econòmics.
Cinc anys més tard, el 1957, es fundà el Club Atlètic de Gironella. En poc temps, el nou club se situà entre els importants del futbol català. Començà a la categoria d'Aficionats, i la temporada 1961-62 es proclamà campió de la Primera Regional, el que va permetre jugar la promoció a Tercera Divisió. En aquesta promoció derrotà el Manlleu assolint l'ascens. Romangué a Tercera durant tres temporades, descendint 1965.
Després del descens el club jugà a les diverses categories del futbol territorial català. La temporada 1977-78 deixà el camp de Foià i es traslladà al nou camp situat a la Zona Esportiva Municipal. La temporada 1986-87 fou segon a Primera Territorial i ascendí a Preferent, on jugà fins a la temporada 1989-90. El 1995-96 fou campió de Primera i ascendí per segon cop a Preferent, on jugà tres anys més. La temporada 2005-06 ascendí de nou a la categoria Preferent, categoria que perdé en finalitzar la temporada 2007-08.

## Temporades

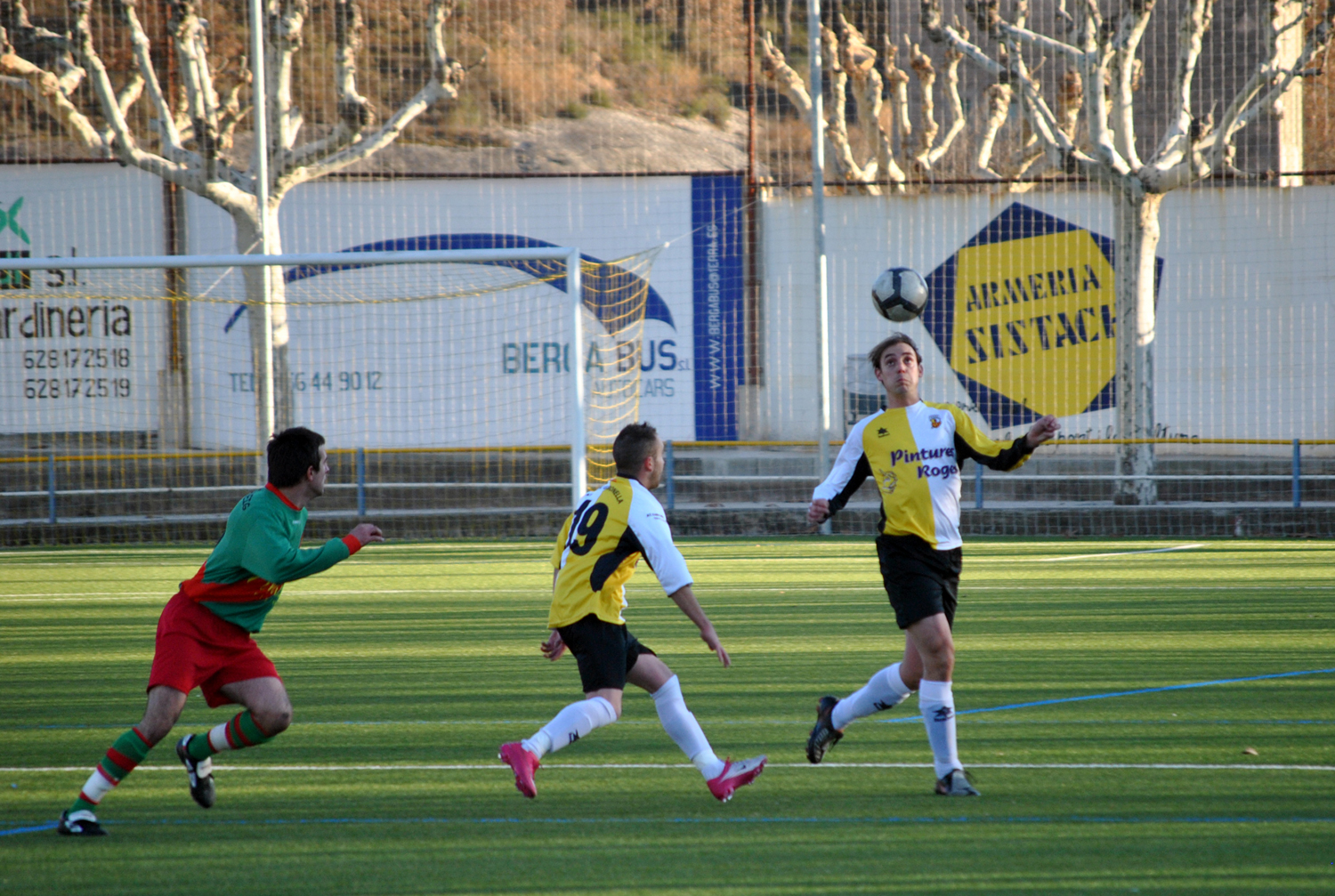
Partit entre l'Atlètic Gironella i el C.E. Puigreig.

Fins a l'any 2011-12 el club ha militat 3 vegades a Tercera Divisió i 9 a Preferent Territorial.
- 1962-1963: 3a Divisió 11è
- 1963-1964: 3a Divisió 18è
- 1964-1965: 3a Divisió 20è